# Blindia madeirensis
Blindia madeirensis là một loài rêu trong họ Seligeriaceae. Loài này được Geh. mô tả khoa học đầu tiên năm 1910.